# Euprotomus vomer
Espèce
Synonymes
- Strombus vomer

Euprotomus vomer est une espèce de mollusques gastéropodes de la famille des Strombidae. 
- Taille maximale : 5 à 10 cm.

- Répartition : îles Ryūkyū, Nouvelle-Calédonie, nord-ouest de l'Australie et Nouvelle-Zélande.

## Philatélie
Ce coquillage figure sur une émission de la poste aérienne de la Nouvelle-Calédonie de 1970 (valeur faciale : 34 F). Il est décrit comme Strombus vomer vomer